# Мазарович, Семён Иванович
Семён Ива́нович Мазаро́вич (Симон Смилоевич-Мазарович; ок. 1784 — 2 [14] мая 1852, Москва) — итальянский (венецианский) врач, русский медик и дипломат из рода Мазаровичей. С 1818 по 1826 гг. возглавлял русскую миссию в Тегеране («Российский Императорский поверенный в делах»).

## Биография
Сын адмирала Джованни Мазаровича, далматинца на венецианской службе, родом из Пераста. Принадлежал к одной из старейших, известных с XIV века, и наиболее уважаемых семей города; в 1823 г. в метрической записи о рождении сына (католическая церковь Успения, Тифлис) назван так: «знаменитейший господин Симеон Мазарович из рода Катаренского (Каттаро)».
Доктор медицины, в 1807 г., после перехода Боки Которской по Тильзитскому миру к Наполеону и ухода из Каттаро русской эскадры адмирала Сенявина принят на русскую службу и до 1809 года находился в Черноморской дивизии на Средиземном море.
В 1809 году был направлен врачом в Молдавию «к Дивану в Яссы к сенатору Милашевичу», одновременно исполнял и дипломатические поручения, 29 марта 1810 года пожалован чином коллежского асессора.
С 1811 года служил врачом при Главной квартире командующего Дунайской армией генерал-аншефа М. И. Голенищева-Кутузова и сменившего его адмирала П. В. Чичагова, в 1811 г. «был в походах при Главнокомандовавшем Кутузове во время войны с Турками», год спустя прошёл с Дунайской армией до места переправы армии Наполеона через Березину. В 1813 году возвратился в Петербург и был уволен в отпуск «для излечения болезни».
В 1817 г. сопровождал миссию генерала А. П. Ермолова в Персию в качестве врача. В Тегеране проявил себя как незаурядный дипломат и, окончательно оставив медицину, с 6 июля 1818 г. был «по Высочайшему повелению причислен в ведомство бывшей Государственной Коллегии иностранных дел и определён Поверенным в делах в Персии» (Иоанн Каподистрия, управлявший в этот период российским Министерством иностранных дел, несомненно, был давно и хорошо знаком с Симоном Мазаровичем, поскольку не только служил одновременно с ним при штабе Дунайской армии, но и также был венецианцем и окончил медицинский факультет Падуанского университета).
Был близко знаком с А. С. Грибоедовым, который в 1818 — 1822 г.г. состоял при Мазаровиче секретарём дипломатической миссии, а после войны сменил его на посту главы русской дипломатической миссии в Тегеране.
«Любезное создание, умен и весел» — так отзывался о Мазаровиче А. С. Грибоедов.
...Трудно было бы найти более противоположных людей и по складу их характера, судя по тем репликам о Мазаровиче, которые рассеяны на страницах путевых записок и писем Грибоедова. Из этих записок оживает образ положительного, уравновешенного человека, умеренного в своих желаниях, умеющего жизнь со всею её сложностью уложить в простую, ясную и спокойную для себя схему. Мятежной и страстной душе А. С., с её ширью и "безпредельностью", с её заостренными колебаниями, то возводящими его на вершины духовного подъема, то приводящими к минутным слабостям и мысли о самоубийстве, — весь духовный склад Мазаровича должен был казаться чуждым. Несмотря, однако, на свой умеренный склад, Мазарович понимал и высоко ценил сложную и широкую натуру своего даровитого секретаря, умея с чисто отеческою попечительностью отнестись к наиболее уязвимым слабостям Грибоедова .
В 1824 году русским посланником в Константинополе был назначен шурин С. И. Мазаровича А. И. Рибопьер; таким образом, перед Персидской и Турецкой войнами (1826—1829 г.г.) семейство Рибопьеров-Мазаровичей курировало всю ближневосточную политику Российской империи.
В начале Персидской войны (1826) миссия возвратилась в Россию, С. И. Мазарович был «уволен от звания Поверенного в делах в Персии» (26 января 1826 г.) и прикомандирован к командующему Отдельным Кавказским корпусом, а затем к Азиатскому департаменту Министерства иностранных дел.
В 1828 г. причислен к главноуправляющему Грузии И.Ф. Паскевичу чиновником особых поручений и «по Высочайшему повелению уволен в отпуск с сохранением жалования, которое, по Указу, данному Г. Министру Финансов 22 сентября 1828 года, повелено производить из Государственного Казначейства». По крайней мере, вплоть до 1836 г. продолжал пребывать «в отпуску», в мае 1837 г. — уже в отставке.
20 февраля 1836 года, «происходя из иностранцев, изъявил желание принять с детьми своими присягу на вечное подданство России» и уже неделю спустя получил Высочайшее согласие.
Находясь в чине статского советника (по указу Правительствующего сената от 17 июля 1824 года «со старшинством со дня выслуги узаконенных лет», т.е. с 14 июля 1821 г.), 16 июля 1837 года получил диплом на потомственное дворянское достоинство и герб за собственноручной подписью императора Николая I, Тульским губернским дворянским депутатским собранием внесён с детьми в дворянскую родословную книгу Тульской губернии («в 3-ю оной часть»).
Награждён орденами св. Владимира 4-й (3 февраля 1813 г.) и 3-й (1 марта 1821 г.) степени, св. Анны 2-го класса (19 февраля 1818 г.). 22 августа 1818 года «Всемилостивейше дозволено ему носить пожалованный ему шахом Персидским орден Льва и Солнца 2-й степени», которым он был награждён 27 августа 1817 года (то есть ещё как врач русской миссии, а не дипломат). Также «Всемилостивейше пожаловано ему три тысячи десятин земли в Бессарабии» (в Аккерманском уезде, урочища Кадиешты и Каторга; 18 июня 1823 г.), где впоследствии жил постоянно младший брат С. И. Мазаровича капитан Джузеппе (Осип Иванович) Мазарович. Кроме этого, в Тульской губернии ему принадлежало благоприобретённое имение — село Юрьево («доставшееся ему в 1829 году по купчей от гвардии прапорщика Бориса Ивановича сына Горсткина»), сельцо Бологово, деревня Раздолки Тульского уезда, «155 душ мужеска и 168 - женска пола», село Кузнецово Богородского уезда, купленное в 1832 году «от гвардии капитанши Прасковьи Ивановой дочери Раевской», и деревня Кривцова Крапивенского уезда.
Умер 2 мая 1852 года в Москве; похоронен на Иноверческом кладбище на Введенских горах (могила утрачена).

## Семья
В браке с Анастасией Ивановной Рибопьер, «дочерью бригадира» И. С. Рибопьера, погибшего при штурме Измаила, внучкой генерал-аншефа А. И. Бибикова (шурина М. И. Кутузова) и сестрой тайного советника Александра Рибопьера, председателя Заёмного банка, а с 1824 года — русского посланника в Константинополе, Семён Иванович Мазарович имел сына Ивана (род. 27 ноября 1823 г. в Тифлисе) и дочь Елизавету (род. 23 августа 1825 г. в Тифлисе). Сын был крещён в католичестве, дочь в православии (не являясь на тот момент подданным Российской империи, С. И. Мазарович при вступлении в брак не давал обязательной подписки о крещении детей, рождённых в смешанном браке, непременно в православии).
Иван Семёнович Мазарович, командир Красноярского казачьего полка, войсковой старшина (подполковник), затем член общего присутствия Управления иррегулярных войск от Восточно-Сибирского казачьего войска (Военное Министерство, Петербург), генерал-майор (с 30 августа 1872 г.), был женат на дочери смоленского дворянина, коллежского регистратора Ивана Матвеевича Ельчанинова, внучке генерал-майора флота Матвея Максимовича Ельчанинова (1756—1816) Александре Ивановне, после смерти родителей жившей в семье дяди, В. Н. Зарина. Умер в Москве 15 июня 1896 года, похоронен на Введенском кладбище. Елизавета Семёновна Мазарович была замужем за отставным поручиком Николаем Алексеевичем Чулковым, имела сына Николая. И она, и сын умерли вскоре после С. И. Мазаровича, даже не успев принять наследство.
Внук — Николай Иванович Мазарович (род. 22 октября 1860 в Петербурге — ум. после 1917). Его восприемниками в Преображенском Всей Гвардии Соборе были генерал-губернатор Восточной Сибири генерал-адъютант Н. Н. Муравьёв-Амурский и тётка, родная сестра матери, Екатерина Ивановна Невельская, урождённая Ельчанинова, жена адмирала Г. И. Невельского. Служащий Петербургской Публичной библиотеки, в 1898—1909 г.г. предводитель дворянства Краснинского уезда Смоленской губернии, статский советник. Жена — Екатерина Николаевна, урождённая княжна Друцкая-Соколинская.
Правнук — Александр Николаевич Мазарович, известный советский геолог.